# Élections sénatoriales de 2014 dans le Rhône
Les élections sénatoriales de 2014 dans le Rhône ont lieu le dimanche 28 septembre. Elles ont pour but d'élire les sept sénateurs représentant le département au Sénat pour un mandat de six années.

## Sénateurs sortants
| Sénateur | Sénateur             | Parti | Autre fonction                                         |
| -------- | -------------------- | ----- | ------------------------------------------------------ |
|          | Guy Fischer          | PCF   | Ancien conseiller général du canton de Vénissieux-Sud  |
|          | Gérard Collomb       | PS    | Maire de Lyon                                          |
|          | Christiane Demontès  | PS    | Maire de Saint-Fons                                    |
|          | Jean-Jacques Pignard | UDI   | Conseiller général du canton de Villefranche-sur-Saône |
|          | Muguette Dini        | UDI   | Ancienne conseillère général du canton de Limonest     |
|          | François-Noël Buffet | UMP   | Maire d'Oullins                                        |
|          | Élisabeth Lamure     | UMP   | Maire de Gleizé                                        |

## Présentation des candidats
Les nouveaux représentants sont élus pour une législature de 6 ans au suffrage universel indirect par les grands électeurs du département. Dans le Rhône, les sept sénateurs sont élus au scrutin proportionnel plurinominal. Chaque liste de candidats est obligatoirement paritaire et alterne entre les hommes et les femmes. 9 listes ont été déposées dans le département, comportant chacune 9 noms. Elles sont présentées ici dans l'ordre de leur dépôt à la préfecture et comportent l'intitulé figurant aux dossiers de candidature.

### Spartacus 69
| N° | Candidats | Candidats              | Parti | Principales fonctions |
| -- | --------- | ---------------------- | ----- | --------------------- |
| 01 |           | Alain Guillon          | DIV   |                       |
| 02 |           | Mireille Clerc         | DIV   |                       |
| 03 |           | Michel Dulac           | DIV   |                       |
| 04 |           | Kathy Cano             | DIV   |                       |
| 05 |           | Christian Monteil      | DIV   |                       |
| 06 |           | Véronique Fenoglio     | DIV   |                       |
| 07 |           | Jean-Pierre Retord     | DIV   |                       |
| 08 |           | Céleste Vieira-Desdier | DIV   |                       |
| 09 |           | Didier Perrault        | DIV   |                       |

### Front national
| N° | Candidats | Candidats         | Parti | Principales fonctions                             |
| -- | --------- | ----------------- | ----- | ------------------------------------------------- |
| 01 |           | Christophe Boudot | FN    | Conseiller municipal de Lyon, conseiller régional |
| 02 |           | Muriel Coativy    | FN    | Conseillère municipale de Sainte-Foy-lès-Lyon     |
| 03 |           | Florian Oriol     | FN    | Conseiller municipal de Villefranche-sur-Saône    |
| 04 |           | Isabelle Surply   | FN    |                                                   |
| 05 |           | Antoine Melliès   | FN    | Conseiller municipal de Givors                    |
| 06 |           | Sandrine Ligout   | FN    | Conseillère municipale de Saint-Priest            |
| 07 |           | Serge Voyant      | FN    | Conseiller municipal de Amplepuis                 |
| 08 |           | Agnès Marion      | FN    | Conseillère du 7e arrondissement de Lyon          |
| 09 |           | André Morin       | FN    | Conseiller du 8e arrondissement de Lyon           |

### Union pour un mouvement populaire
| N° | Candidats | Candidats            | Parti | Principales fonctions                |
| -- | --------- | -------------------- | ----- | ------------------------------------ |
| 01 |           | François-Noël Buffet | UMP   | Sénateur sortant, maire d'Oullins    |
| 02 |           | Élisabeth Lamure     | UMP   | Sénatrice sortante, maire de Gleizé  |
| 03 |           | Michel Forissier     | UMP   | Maire de Meyzieu, conseiller général |
| 04 |           | Catherine Di Folco   | UMP   | Maire de Messimy                     |
| 05 |           | Pierre Varliette     | UMP   | Maire de Saint-Laurent-de-Chamousset |
| 06 |           | Laurence Balas       | UMP   | Conseillère municipale de Lyon       |
| 07 |           | David Gianone        | DVD   | Maire de Pont-Trambouze              |
| 08 |           | Claire Peigné        | UMP   | Maire de Morancé                     |
| 09 |           | Renaud Pfeffer       | UMP   | Maire de Mornant                     |

### Parti socialiste
| N° | Candidats | Candidats               | Parti | Principales fonctions                                |
| -- | --------- | ----------------------- | ----- | ---------------------------------------------------- |
| 01 |           | Gérard Collomb          | PS    | Sénateur sortant, maire de Lyon                      |
| 02 |           | Annie Guillemot         | PS    | Maire de Bron, conseillère générale                  |
| 03 |           | Gilbert-Luc Devinaz     | PS    | Adjoint au maire de Villeurbanne, conseiller général |
| 04 |           | Florence Perrin         | PS    | Conseillère municipale de Thurins                    |
| 05 |           | Pierre-Jean Zannettacci | PS    | Maire de l'Arbresle                                  |
| 06 |           | Brigitte Jannot         | PS    | Adjointe au maire de Givors                          |
| 07 |           | Lotfi Ben Khelifa       | PS    | Conseiller municipal de Vénissieux                   |
| 08 |           | Michelle Brun-Piguet    | PS    | Conseiller municipal de Villefranche-sur-Saône       |
| 09 |           | Pascal Furnion          | PS    | Maire de Chaussan                                    |

### Union des démocrates et indépendants
| N° | Candidats | Candidats            | Parti | Principales fonctions                                                                      |
| -- | --------- | -------------------- | ----- | ------------------------------------------------------------------------------------------ |
| 01 |           | Michel Mercier       | MoDem | Maire de Thizy-les-Bourgs, 1er vice-président du conseil général                           |
| 02 |           | Michèle Vullien      | UDI   | Maire de Dardilly, Vice-Présidente du Grand Lyon                                           |
| 03 |           | Bernard Fialaire     | UDI   | Maire de Belleville, conseiller général                                                    |
| 04 |           | Martine Surrel       | UDI   | Maire de Saint-Maurice-sur-Dargoire                                                        |
| 05 |           | Daniel Malosse       | UDI   | Président de la Communauté de communes des Vallons du Lyonnais, maire-adjoint de Vaugneray |
| 06 |           | Marie-Claire Peltier | UDI   | Conseillère municipale de Brignais                                                         |
| 07 |           | Patrick Veron        | DVD   | Maire de Couzon-au-Mont-d'Or                                                               |
| 08 |           | Marie-Charles Jeanne | UDI   | Maire de Montromant                                                                        |
| 09 |           | Jean-Pierre Jourdain | UDI   | Maire de Saint-Bonnet-de-Mure                                                              |

### Debout la République
| N° | Candidats | Candidats         | Parti | Principales fonctions             |
| -- | --------- | ----------------- | ----- | --------------------------------- |
| 01 |           | Gerbert Rambaud   | DLR   | Conseiller municipal de Vaugneray |
| 02 |           | Maguy Girerd      | DLR   |                                   |
| 03 |           | Alexis Bruneteau  | DLR   |                                   |
| 04 |           | Chantal Dreux     | DLR   | Adjointe au Maire de Mornant      |
| 05 |           | Pierre Dussurgey  | DLR   | Maire de Sainte-Catherine         |
| 06 |           | Anny Thizy        | DLR   |                                   |
| 07 |           | Guillaume Nolin   | DLR   |                                   |
| 08 |           | Jacqueline Merlin | DLR   |                                   |
| 09 |           | Franck Chanal     | DLR   |                                   |

### Front de gauche
| N° | Candidats | Candidats           | Parti | Principales fonctions                          |
| -- | --------- | ------------------- | ----- | ---------------------------------------------- |
| 01 |           | Martial Passi       | PCF   | Maire de Givors, conseiller général            |
| 02 |           | Sorahia Benbala     | PCF   | Conseillère municipale de l'Arbresle           |
| 03 |           | Bernard Brunet      | PCF   | Maire de Chiroubles                            |
| 04 |           | Michèle Picard      | PCF   | Maire de Vénissieux                            |
| 05 |           | Richard Chermette   | PCF   | Maire de Chevinay                              |
| 06 |           | Gwendoline Lefebvre | PCF   | Adjointe au maire du 9e arrondissement de Lyon |
| 07 |           | Laurent Moreno      | PCF   | Conseiller municipal de Thizy-les-Bourgs       |
| 08 |           | Sophie Charrier     | PCF   | Conseillère municipale de Vaulx-en-Velin       |
| 09 |           | Guy Fischer         | PCF   | Sénateur sortant                               |

### Europe Écologie Les Verts
| N° | Candidats | Candidats          | Parti | Principales fonctions                                |
| -- | --------- | ------------------ | ----- | ---------------------------------------------------- |
| 01 |           | Raymonde Poncet    | EÉLV  | Conseillère générale du canton de Lyon-III           |
| 02 |           | Vincent Meyer      | EÉLV  |                                                      |
| 03 |           | Laurence Jasserand | EÉLV  | Conseillère municipale de Pollionnay                 |
| 04 |           | Paul Coste         | EÉLV  |                                                      |
| 05 |           | Zemorda Khelifi    | EÉLV  | Conseillère municipale de Villeurbanne               |
| 06 |           | Victor Fornito     | EÉLV  |                                                      |
| 07 |           | Véronique Moreira  | EÉLV  | Vice-présidente du conseil régional                  |
| 08 |           | David Jouve        | EÉLV  |                                                      |
| 09 |           | Véronique Toutant  | EÉLV  | Conseillère municipale de Saint-Germain-au-Mont-d'Or |

### Sans étiquette
| N° | Candidats | Candidats            | Parti | Principales fonctions |
| -- | --------- | -------------------- | ----- | --------------------- |
| 01 |           | Matthieu Chauvin     | DIV   |                       |
| 02 |           | Dominique Onimus     | DIV   |                       |
| 03 |           | Marc-Yvan Teyssier   | DIV   |                       |
| 04 |           | Françoise Capy       | DIV   |                       |
| 05 |           | Jean-François Debiol | DIV   |                       |
| 06 |           | Sylvie Manchon       | DIV   |                       |
| 07 |           | Max Desmaris         | DIV   |                       |
| 08 |           | Catherine Lefebvre   | DIV   |                       |
| 09 |           | Éric Levoir          | DIV   |                       |

## Résultats
| Tête de liste | Tête de liste        | Liste       | Voix  | %      | Sièges |  |
| ------------- | -------------------- | ----------- | ----- | ------ | ------ |  |
|               | François-Noël Buffet | UMP         | 1 252 | 37,73  | 4      |  |
|               | Gérard Collomb       | PS          | 866   | 26,10  | 2      |  |
|               | Michel Mercier       | MoDem-UDI   | 515   | 15,52  | 1      |  |
|               | Martial Passi        | PCF         | 308   | 9,28   |        |  |
|               | Christophe Boudot    | FN          | 163   | 4,91   |        |  |
|               | Raymonde Poncet      | EELV        | 143   | 4,31   |        |  |
|               | Gerbert Rambaud      | DLR         | 35    | 1,05   |        |  |
|               | Alain Guillon        | DIV         | 25    | 0,75   |        |  |
|               | Matthieu Chauvin     | DIV         | 11    | 0,33   |        |  |
|               |                      |             |       |        |        |  |
| Inscrits      | Inscrits             | Inscrits    | 3 435 | 100,00 |        |  |
| Abstentions   | Abstentions          | Abstentions | 36    | 1,05   |        |  |
| Votants       | Votants              | Votants     | 3 399 | 98,95  |        |  |
| Blancs        | Blancs               | Blancs      | 50    | 1,47   |        |  |
| Nuls          | Nuls                 | Nuls        | 31    | 0,91   |        |  |
| Exprimés      | Exprimés             | Exprimés    | 3 318 | 97,62  |        |  |